# Phaegorista formosa
Phaegorista formosa is een vlinder uit de familie spinneruilen (Erebidae). De wetenschappelijke naam is voor het eerst geldig gepubliceerd in 1877 door Butler.
De soort komt voor in tropisch Afrika.